# Мицак Дмитро Віталійович
Дмитро Віталійович Мицак (нар. 8 листопада 1995, Борислав, Львівська обл.) — український лижник (гірськолижний спорт). Учасник І Зимових юнацьких Олімпійських ігор 2012 в Інсбруку та Зимових Олімпійських ігор 2014 в Сочі. Чемпіон України (2013, слалом-гігант).
Вихованець Бориславської державної гімназії, студент Київського приватного фінансово-правового коледжу, вихованець СДЮШОР з гірськолижного спорту «Динамо».
На І Зимових юнацьких Олімпійських ігор 2012 показав результати:
- слалом — 26 місце
- слалом-гігант — 28 місце
- супер-гігант — 26 місце[4]

Тренери: Кусень С. І. (Львів), Машталір О. М. (Київ).
Представляє ФСТ «Динамо» і ФСТ «Україна».